# Bago-Kusuntu jezik
Bago-Kusuntu jezik (ISO 639-3: bqg; bago, koussountou), nigersko-kongoanski jezik uže gurske skupije, kojim govori oko 7 500 ljudi (2000) u togoanskoj prefekturi Tchamba, gdje su mu glavna središta naselja Koussountou (25 km jugoistočno od Tchambe) i Bagou (35 km južno od Koussountoua). 
Postoje dva dijalekta koji se po glavnim središtima nazivaju bago i kusuntu. U upotrebi su i francuski [fra] ili tem [kdh].

## Vanjske poveznice
- Ethnologue (14th)
- Ethnologue (15th)